# Oostoever (Amsterdam)
Oostoever is een straat in Amsterdam Nieuw-West, grotendeels gelegen in de buurt Oostoever Sloterplas.

## Geschiedenis en ligging
De straat kreeg haar naam op 6 oktober 1948. Ze is vernoemd naar wat zij is; zij vormt deels de oostoever van de Sloterplas. Er was sinds 1948 ook een straat met de naam Westoever, maar die kreeg op 27 februari 1974 een nieuwe naam: President Allendelaan.
Daar tussenin bevindt zich de Noordzijde. De straat loopt van noord naar zuid vanaf de rotonde met Jan Evertsenstraat, Noordzijde en Burgemeester Van de Pollstraat tot aan de kruising Robert Fruinlaan / Johan Huizingalaan / Christoffel Plantijnpad.
Aan de westzijde ligt het oostelijk deel van het Sloterpark. Aan de oostzijde was sinds 1926 / 1954 de rioolwaterzuiveringsinstallatie Amsterdam-West. In de jaren negentig van de 20e eeuw maakte die plaats voor de nieuwe woonwijk Oostoever Sloterplas.
Het noordelijkste deel van de Oostoever, nabij de Rotonde, ligt op een dam tussen de Sloterplas en een waterpartij in het verlengde van de Burgemeester Cramergracht. Over de verbinding tussen deze wateren ligt brug 607 (Conny van Rietschotenbrug).

## Schip van Slebos
De straat heeft slechts één adres: Paviljoen Oostoever op nr. 1. Het is echter ook bekend als Schip van Slebos. Het gebouw uit 1961 ziet er vanaf de Sloterplas namelijk uit als een afgemeerd binnenvaartschip. Het ontwerp van het gebouw en aanliggende kades en oever is van architect Dick Slebos, werkzaam voor de Dienst der Publieke Werken. Slebos kwam overigens met het totaalontwerp voor de noordelijke oevers van de Sloterplas, met daarin:
- het paviljoen (gezien als stuurhut);
- de specifieke lantaarnpalen (gezien als masten);
- het grote terras met panorama over de plas (gezien als dek);
- een terras geplaveid met witte ronde tegels (het 'stippenterras');
- hoge kademuren met daarop een brede wandelboulevard; de witte betonnen kaderand (gezien als romp van het schip) vormt tevens de balustrade van een trap naar een boventerras; onder die trap bevindt zich een trap naar aanlegsteigers aan het water;
- een kiosk; later uitgebouwd tot horecagelegenheid;
- uitkijktoren;
- de jachthaven aan de Noordzijde;
- een openluchtzwembad (Sloterparkbad)

De uitkijktoren is echter nooit gebouwd; het geld was op. Hiervoor is wel een zware onderbouw gemaakt met stevige fundering die als sokkel voor de toren zou dienen. Het niet bouwen van die uitkijktoren leidde uiteindelijk tot het uiterlijk van een schip. Het geheel is ontworpen in de stijl van het nieuwe bouwen, waarmee Slebos afstand nam van zijn voorganger Piet Kramer, die vooral in de Amsterdamse Schoolstijl ontwierp. De kade is bekleed met donkere basaltblokken; een typisch kenmerk van Slebos, die ze veelal ook toepaste bij zijn bruggen.
Brug 606 en brug 607 (Conny van Rietschotenbrug) zijn onderdeel van het geheel en ook naar ontwerp van Slebos. Ook hier zijn de zwarte basaltblokken toegepast in kademuren en landhoofden. Slebos schreef hier voorts witte betonnen dekplaten voor, die ook in zijn 'Schip' zichtbaar zijn. Verder lijken de kleine wigvormige brugleuningen op de toegepaste lantaarnpalen.
Vanaf de jaren zestig was er een horecagelegenheid met de naam 'Café Oostoever'. Deze werd in 2014 gesloten. In 2015 werden het complex en het Stippenterras opgeknapt. Daarna werd het gebouw slachtoffer van getouwtrek tussen horeca-eigenaren en de gemeente. Nieuwe kandidaat-eigenaren voldeden niet aan de eisen of kregen de financiering niet rond. In de zomer van 2021 werd er uiteindelijk nieuwe horeca geopend: 'Oeverzicht'.

## Kunst
Langs de weg zijn twee vormen van kunst in de openbare ruimte te vinden:
- Constructie H-Balk DIN 30 van André Volten; langs de weg in het Sloterpark;
- Tetraëder met cirkel van Gustav Meyst in de kom van de Burgemeester Cramergracht.

In 2017 waren er plannen om de stippen kleuren te geven zodat het plein enigszins leek op het spel Twister. Dit bleek echter een aprilgrap.

## Openbaar vervoer
Van 1989 tot 1994 reed bus 68 en van 2006 tot de opheffing in 2014 bus 64 door de straat.

## Afbeeldingen

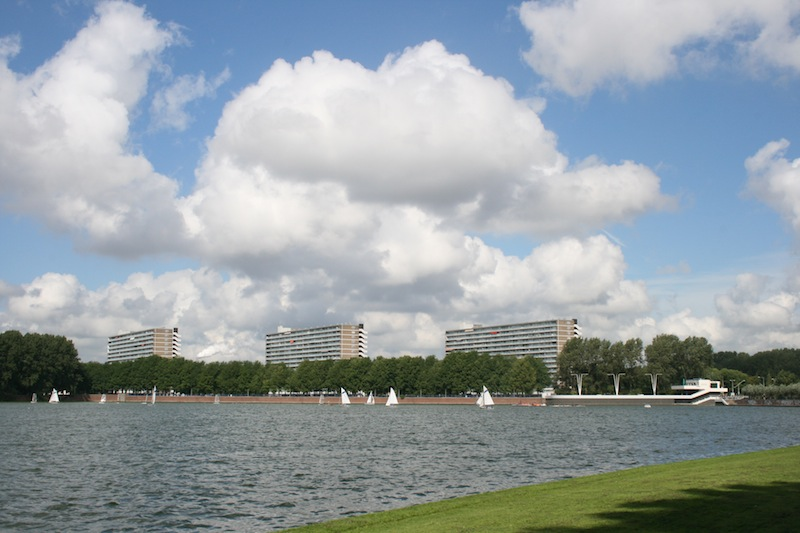
Schip van Slebos (rechts) met Noordzijde (links); augustus 2012.
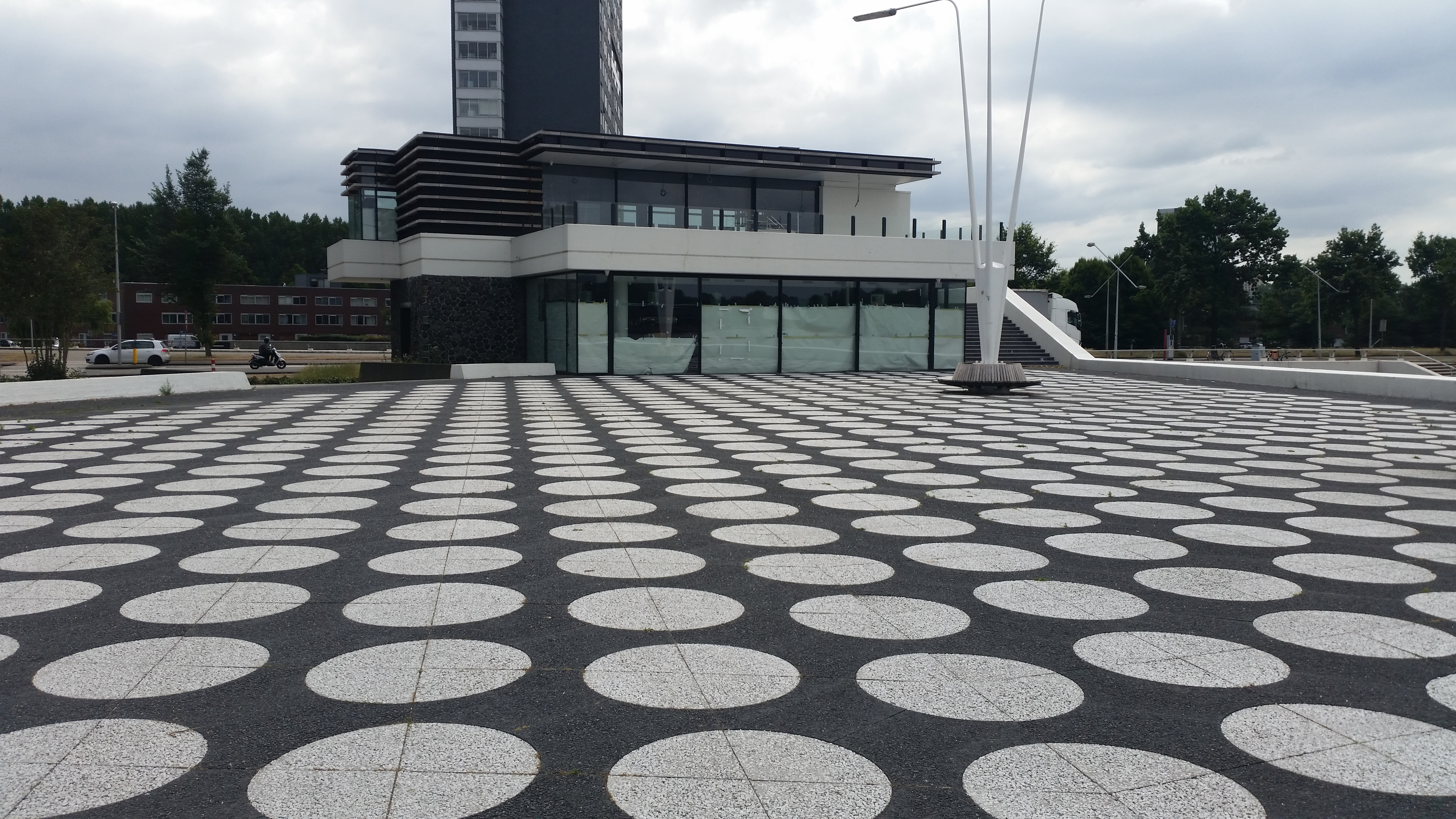
Het terras; juli 2018
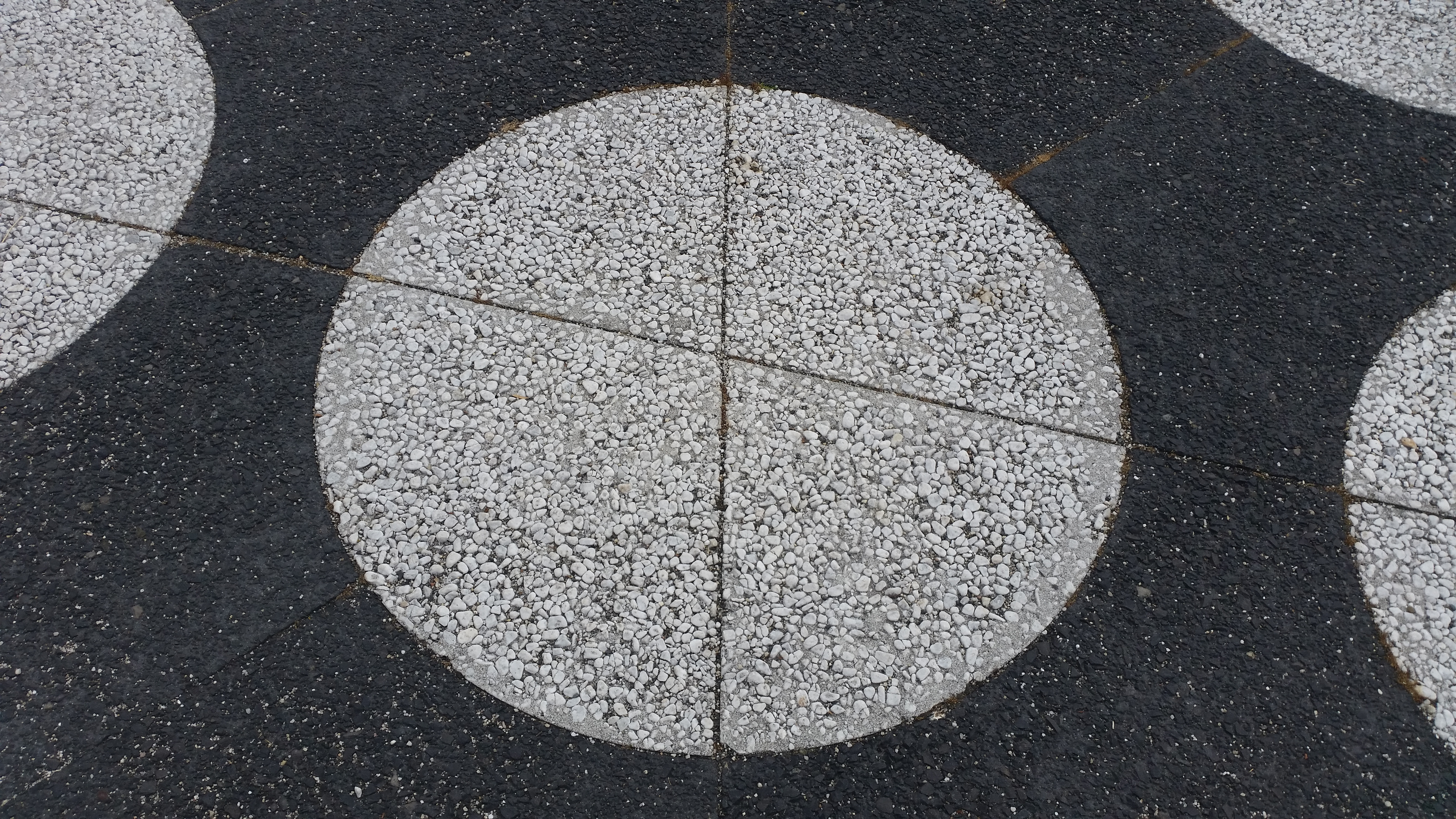
Een stip; juli 2018